# Tatiana-Mosio Bongonga
Tatiana-Mosio Bongonga (* 1984 Caen) je francouzská provazochodkyně. Její rodina pochází z ostrova Réunion.
Provazochodectví se věnuje od sedmi let, absolvovala školení v souboru Les Aristochats, na Académie Fratellini a v Centre national des arts du cirque. Jejím životním vzorem byl pražský rodák Rudy Omankowsky. Na Světovém festivalu moderního cirkusu v roce 2012 získala zlatou medaili. Od roku 2014 je členkou artistické společnosti Compangnie Basinga.
Opakovaně se zúčastnila festivalu Letní Letná. Při jeho zahájení v roce 2019 přešla Vltavu po laně nataženém ve výšce 35 metrů na vzdálenost 350 metrů mezi budovou Právnické fakulty a Letenskými sady. Během chůze také předvedla různá akrobatická čísla. O tomto jejím výkonu natočili Václav Flegl a Jakub Voves dokumentární film Provazochodkyně nad Prahou.